# Emergency Planning and Community Right-to-Know Act
Der Emergency Planning and Community Right-to-Know Act (EPCRA, dt. Gesetz über Notfallplanung und gemeinschaftliches Recht auf Wissen) ist ein US-amerikanisches Bundesgesetz über den öffentlichen Zugang zu bestimmten unternehmensbezogenen Umweltdaten.

## Bundesgesetz
Der EPCRA wurde am 17. Oktober 1986 vom 99. Kongress der Vereinigten Staaten im Rahmen des Superfund Amendments and Reauthorization Act (SARA) verabschiedet und verlangt von US-amerikanischen Unternehmen, der nationalen Umweltschutzbehörde Environmental Protection Agency (EPA) Daten über die Emission toxischer Chemikalien (Extremely Hazardous Substances) mitzuteilen. Diese werden von der EPA in einem Schadstoffemissionsregister, dem Toxics Release Inventory (TRI), erfasst und der Öffentlichkeit zugänglich gemacht. Die Öffentlichkeit hat insoweit einen Auskunftsanspruch (Right to know).
Das Gesetz war Vorbild für die Umweltinformationsrichtlinie der Europäischen Union von 2003 und seinerseits eine Reaktion auf Chemieunfälle wie die Katastrophe von Bhopal in Indien 1984. Es ist Ausdruck des umweltrechtlichen Vorsorgeprinzips und dient dem nationalen Katastrophenschutz. Die von den Unternehmen der chemischen Industrie mitgeteilten Daten zu  Gebrauch, Lagerung und Freisetzung giftiger Substanzen sollen die Erstellung behördlicher Notfallpläne ermöglichen. Dafür wurden auf kommunaler Ebene  Local Emergency Planning Committees geschaffen.

## Einzelne Bundesstaaten
Der Bundesstaat Oregon hat den Oregon Community Right to Know Act (ORS 453.307-372) erlassen.
Das Oregon Office of the State Fire Marshal pflegt eine öffentlich zugängliche Datenbank über Unfälle mit gefährlichen Substanzen.
Das Recht auf Information korrespondiert mit einer Meldepflicht der Unternehmen über
- die gelagerten Mengen und Arten von Gefahrstoffen
- jährliche Emissionsmengen giftiger Chemikalien bei ungestörtem Betrieb sowie
- Störfalle bei außerplanmäßiger Freisetzung bestimmter Chemikalien, die von der EPA erfasst werden.